# Ciclo del 3-hidroxipropionato

Representación esquemática de la vía del 3-hidroxipropionato que consta de dos ciclos acoplados.

La vía del 3-hidroxipropionato, el sistema de anillo bicíclico 3-hidroxipropionato o ciclo del 3-hidroxipropionato/malonil-CoA, es una ruta metabólica por la cual ciertos microorganismos, como las bacterias verdes del azufre y las del no azufre, fijan dióxido de carbono (CO
2).  Se piensa que es una de las rutas de fijación de carbono de tipo autótrofa evolutivamente más antiguas. Esto se infiere mediante el análisis filogenético del microorganismo Chloroflexus, que la sitúa en la rama más primitiva de los anoxifototrofos, dentro del dominio Bacteria.  [cita requerida]
En esta ruta el acetil-CoA incorpora dos moléculas de CO
2 en forma de bicarbonato, formando metilmalonil-CoA y consumiendo ATP y NADPH en el proceso; luego este metilmalonil-CoA, se rompe generándose glioxilato y acetil-CoA. El glioxilato servirá para sintetizar material celular y el acetil-CoA se regenera para el siguiente ciclo. El poder reductor empleado en esta ruta se obtiene únicamente de NADPH proveniente de la fotosíntesis. En una vía paralela, el propionil-CoA generado en el ciclo puede condensarse con glioxilato para formar piruvato.

## Ocurrencia
La vía 3-hidroxipropionato solo se ha encontrado en la bacteria microaerófila del orden Chlorobi Chloroflexus aurantiacus. Aunque las bacterias estrechamente relacionadas (Chloroflexus aggregans y Roseiflexus spp.) poseen los genes necesarios para esta vía aún no se ha detectado en ellos el crecimiento autótrofo. Otra relacionada, Oscillochloris sp., sin embargo, explota el ciclo de Calvin y no el ciclo del 3-hidroxipropionato para fijación de CO 2.

## Bioquímica
La vía 3-hidroxipropionato consta de dos ciclos interconectados. En el primer ciclo, se produce glioxilato condensando dos moléculas de bicarbonato. El glioxilato entra entonces en un segundo ciclo, donde se hace reaccionar para formar piruvato, durante la formación de piruvato en el segundo ciclo, se utiliza otra molécula de bicarbonato. Por lo que se puede considerar en conjunto que el ciclo combinado utiliza tres moléculas de bicarbonato para formar una molécula de piruvato.

### Primer ciclo: formación de glioxilato

El ciclo comienza con una molécula de acetil-CoA, esta molécula se condensa con una molécula de bicarbonato con consumo de una molécula de ATP para formar una molécula de malonil-CoA, esta reacción está catalizada por la enzima acetil-CoA carboxilasa, y utiliza biotina como cofactor.
A continuación el malonil-CoA se reduce por efecto de la enzima malonil-CoA reductasa con consumo de NADPH; la reacción libera a la coenzima A y produce 3-hidroxipropionato que es el compuesto que le otorga el nombre al ciclo. A continuación, la propionil-CoA sintasa cataliza la formación de propionil-CoA utilizando el 3-hidroxipropionato y coenzima A como sustratos, además de NADPH como poder reductor y ATP como fuente de energía.
El segundo paso de asimilación de bicarbonato lo lleva a cabo la enzima propionil-CoA carboxilasa, la cual condensa el propionil-CoA con bicarbonato para formar metilmalonil-CoA con consumo de ATP. El metilmalonil-CoA es reordenado para formar succinil-CoA, y luego el succinil-CoA se reorganiza para formar malato, en esta reacción se utiliza FAD y se produce FADH2
Finalmente actúa una enzima trifuncional malonil-CoA / β-metilmalonil-CoA / citratomalonil-CoA liasa, que escinde al malonil-CoA formando glioxilato y acetil-CoA, cerrando así el ciclo.
El balance general para la formación de una molécula de glioxilato es:

### Formación de piruvato

En el segundo ciclo, el glioxilato se convierte en piruvato. Aquí se condensa una molécula de glioxilato y una de propionil-CoA, para formar β-metilmalonil-CoA; esta reacción es catalizada por la misma enzima trifuncional malonil-CoA / β-metilmalonil-CoA / citratomalonil-CoA liasa que participa en el primer ciclo. A continuación el β-metilmalonil-CoA se deshidrata para formar mesaconil-C1-CoA, reacción catalizada por la mesaconil-C1-CoA deshidratasa. A continuación se isomeriza el mesaconil-C1-CoA para formar mesaconil-C4-CoA, esta transesterificación intramolecular es catalizada por una transferasa. El mesaconil-C4-CoA se hidrata después para formar (3S)-citratomalonil-CoA, reacción catalizada por una hidratasa. Finalmente este se escinde en acetil-CoA y piruvato, reacción también catalizada por la malonil-CoA / β-metilmalonil-CoA / citratomalonil-CoA liasa, cerrando el ciclo.
El piruvato puede ser metabolizado posteriormente para formar una triosa fosfato.
El balance para la formación de piruvato a partir de glioxilato es:
El balance global para la formación de una molécula de piruvato es entonces:

## Importancia Biológica
La fijación de tres moléculas de bicarbonato para formar piruvato es un proceso que globalmente consume mucha energía. La formación de una molécula de gliceraldehído-3-fosfato requiere de 10 equivalentes de ATP (cuando se forma AMP se cuenta dos veces). Este proceso puede realizarse bajo condiciones aeróbicas o microaerofílicas, ya que ninguna de las enzimas implicadas son sensibles al oxígeno per se. El ciclo también puede incorporar compuestos intermedios asimilados del ambiente, (además de la fijación de bicarbonato), por ejemplo puede incorporar ácido acético, ácido propiónico, y ácidos dicarboxílicos C4. Compuestos de los que se sabe que son excretados como producto de la fermentación de algunas comounidades de microorganismos.
Una característica especial de este ciclo es que involucra enzimas bi y trifuncionales. la malonil-CoA reductasa cataliza dos pasos del ciclo, mientras que la malonil-CoA / β-metilmalonil-CoA / citratomalonil-CoA liasa cataliza tres reacciones. El ciclo completo se lleva a cabo en 19 reacciones, pero solo se encuentran involucradas 13 enzimas.
Se ha demostrado una forma de fijación similar en arqueas termoacidófilas de los géneros Metallosphaera, Acidianus y Sulfolobus; el ciclo del 3-hidroxipropionato / 4-hidroxibutirato.
El uso de bicarbonato en lugar de dióxido de carbono se puede explicar porque C. aurantiacus crece en aguas con un entorno ligeramente alcalino. Bajo estas condiciones, la concentración de bicarbonato es mayor que la de dióxido de carbono.

## Historia
El ciclo del 3-hidroxipropionato que utilizan las bacterias verdes no del azufre (Chloroflexi), se propuso en el año 1986 para explicar el metabolismo microbiano de la bacteria fotosintética anoxigénica Chloroflexus aurantiacus. Ninguna de las enzimas que participan en el ciclo del 3-hidroxipropionato son especialmente sensibles al oxígeno.

## Variantes del ciclo del 3-hidroxipropionato
Se ha encontrado una variante de la vía del 3-hidroxipropionato en la arquea aeróbica termoacidófila extrema Metallosphaera sedula. Esta vía se llama ciclo del 3-hidroxipropionato/4-hidroxibutirato. Otra variante más de la vía del 3-hidroxipropionato es el ciclo del dicarboxilato/4-hidroxibutirato, que se descubrió en arqueas anaeróbicas, y fue propuesto en 2008 para la arquea hipertermófila Ingnicoccus hospitalis.